# Neobisium vilcekii
Neobisium vilcekii är en spindeldjursart som beskrevs av Krumpál 1983. Neobisium vilcekii ingår i släktet Neobisium och familjen helplåtklokrypare. Inga underarter finns listade i Catalogue of Life.